# Печер, Стив
Стив Печер (род. 13 февраля 1956, Сент-Луис, Миссури) — американский футболист, защитник. В настоящее время является директором футбольного клуба «Сент-Луис Скотт Галлахер».

## Молодёжная карьера
Печер начал играть в футбол с молодёжным клубом «Флориссент Кугэрз», затем играл в команде средней школы Норманди в Сент-Луисе. Он был членом команды, которая выиграла чемпионат штата Миссури в 1974 году. Он также был Всештатным спортсменом как в младшие, так и в старшие годы. В следующем году он поступил в Муниципальный колледж Сент-Луиса, где он играл в молодёжном чемпионате колледжей в 1975 году. Учась в колледже, он удостаивался титула Всеамериканского спортсмена.

## Клубная карьера
В 1976 году Печера подписал «Даллас Торнадо» из Североамериканской футбольной лиги (NASL). В том же сезоне он был признан Новичком года NASL. Он оставался с клубом до сезона 1980 года. К 1980 году Печер перешёл к шоубол, когда в 1979/80 сезоне присоединился к «Сент-Луис Стимерс» из MISL. В 1980 году он был зачислен в команду «Всех звёзд MISL». Он оставался со «Стимерс» до 1983/84 сезона. В августе 1984 года Печер стал свободным агентом и 11 сентября подписал контракт с «Канзас-Сити Кометс». Он начал 1985/86 сезон в Канзас-Сити, но в декабре 1985 года «Кометс» обменяли его на игрока «Стимерс» Стюарта Ли. Он оставался со «Стимерс» до 20 февраля 1987 года, пока они не обменяли его и Дона Эберта на Поли Гарсию и Джима Кавано из «Лос-Анджелес Лейзерс». Он ушёл из футбола в конце 1987/88 сезона.

## Национальная сборная
Печер сыграл 17 матчей за сборную США с 1976 по 1980 год. Он дебютировал в национальной сборной 24 сентября 1976 года в матче с Канадой. Он провёл свою последнюю игру со сборной США 9 ноября 1980 года против Мексики, матч был проигран.

## После окончания карьеры
После ухода из спорта Печер присоединился к компании «Marriott», где стал директором розничных продаж. В сентябре 2002 года он был нанят на должность директора бывшего футбольного клуба «Буш», который затем стал называться «Сент-Луис», а теперь носит название «Сент-Луис Скотт Галлахер». Он работал с командой в качестве тренера и продолжает тренировать молодёжный женский состав.